# Peter Kraus/Diskografie
Diese Diskografie ist eine Übersicht über die musikalischen Werke des österreichischen Rock-’n’-Roll-Sängers Peter Kraus. Den Quellenangaben zufolge hat er bisher mehr als 17 Millionen Tonträger verkauft. Seine erfolgreichste Veröffentlichung ist die Single Sugar Baby mit über 600.000 verkauften Einheiten. Kraus gehört mit 17 Top-10-Erfolgen zu den erfolgreichsten Künstlern der deutschen Singlecharts.

## Alben

### Studioalben
| Jahr | Titel                                                                  | Höchstplatzierung, Gesamtwochen, AuszeichnungChartplatzierungen (Jahr, Titel, Platzierungen, Wochen, Auszeichnungen, Anmerkungen) | Höchstplatzierung, Gesamtwochen, AuszeichnungChartplatzierungen (Jahr, Titel, Platzierungen, Wochen, Auszeichnungen, Anmerkungen) | Anmerkungen                                                             |
| Jahr | Titel                                                                  | DE | AT | Anmerkungen                                                             |
| ---- | ---------------------------------------------------------------------- | --- | --- | ----------------------------------------------------------------------- |
| 1960 | Peter Kraus singt Evergreens                                           | — | — | Erstveröffentlichung: September 1960                                    |
| 1961 | Bella Italia                                                           | — | — | Erstveröffentlichung: 1961                                              |
| 1963 | Bossa Nova – Der neue Rhythmus                                         | — | — | Erstveröffentlichung: 1963                                              |
| 1968 | Ein Kerl wie ich – Musikalische Träume in Dur und Moll mit Peter Kraus | — | — | Erstveröffentlichung: 1968                                              |
| 1974 | Hallo Peter                                                            | — | — | Erstveröffentlichung: 1974                                              |
| 1977 | Ein Mann und seine Show Peter Kraus – 20 Jahre Showbusiness            | — | — | Erstveröffentlichung: 1977                                              |
| 1981 | Im Jahre Tutti Frutti                                                  | — | — | Erstveröffentlichung: 1981                                              |
| 1987 | Peter Kraus                                                            | — | — | Erstveröffentlichung: 1987 Neuaufnahmen früherer Erfolge und neue Titel |
| 1987 | Peter Kraus 87                                                         | — | — | Erstveröffentlichung: 1987                                              |
| 1989 | Cadillac Night                                                         | — | — | Erstveröffentlichung: April 1989                                        |
| 1991 | Rock‘n’Roll Schmuse Party                                              | DE72 (4 Wo.)DE | — | Erstveröffentlichung: 1991                                              |
| 1992 | Rock‘n’Roll Schmuse Party 2                                            | — | — | Erstveröffentlichung: 1992                                              |
| 1995 | Welt-Rock ‘n’ Roll                                                     | — | — | Erstveröffentlichung: 1995                                              |
| 1999 | Ich mach’ weiter                                                       | — | — | Erstveröffentlichung: 15. Februar 1999                                  |
| 2002 | Zeitlos                                                                | — | — | Erstveröffentlichung: 16. September 2002                                |
| 2004 | Rock‘n’Roll Is Back                                                    | — | — | Erstveröffentlichung: 18. Oktober 2004                                  |
| 2006 | I Love Rock‘n’Roll                                                     | DE88 (1 Wo.)DE | — | Erstveröffentlichung: 17. März 2006                                     |
| 2007 | Vollgas                                                                | — | — | Erstveröffentlichung: 2. November 2007                                  |
| 2009 | Nimm dir Zeit                                                          | DE61 (2 Wo.)DE | — | Erstveröffentlichung: 13. März 2009 mit der SWR Big Band                |
| 2012 | Für immer in Jeans                                                     | — | — | Erstveröffentlichung: 27. Januar 2012                                   |
| 2014 | Zeitensprung                                                           | DE26 (3 Wo.)DE | AT19 (5 Wo.)AT | Erstveröffentlichung: 21. März 2014                                     |
| 2022 | Idole                                                                  | DE87 Gold (German Jazz Award) · (1 Wo.)DE                                                                                         | — | Erstveröffentlichung: 24. Juni 2022 Verkäufe: + 10.000                  |

grau schraffiert: keine Chartdaten aus diesem Jahr verfügbar

### Gemeinschaftsalben
- 1975: Musik ist Trumpf
- 1979: Im Weißen Rössl

### Livealben
| Jahr | Titel          | Höchstplatzierung, Gesamtwochen/‑monate, AuszeichnungChartplatzierungen (Jahr, Titel, Platzierungen, Wochen/Monate, Auszeichnungen, Anmerkungen) | Höchstplatzierung, Gesamtwochen/‑monate, AuszeichnungChartplatzierungen (Jahr, Titel, Platzierungen, Wochen/Monate, Auszeichnungen, Anmerkungen) | Anmerkungen                                                                  |
| Jahr | Titel          | DE | AT | Anmerkungen                                                                  |
| ---- | -------------- | --- | --- | ---------------------------------------------------------------------------- |
| 1964 | Teenager Party | DE41 (1 Mt.)DE | — | Erstveröffentlichung: März 1964 Live-Aufnahmen aus der gleichnamigen TV-Show |

grau schraffiert: keine Chartdaten aus diesem Jahr verfügbar
Weitere Livealben
- 1964: Teenager Evergreens
- 1986: Als Teenager träumten – Live-Mitschnitt aus dem Wiener Metropol
- 1997: 40 Jahre live
- 2000: Schlagerbummel 1959
- 2014: Das Beste kommt zum Schluss – Live in Koblenz
- 2015: Live – Das Beste kommt zum Schluss

### Kompilationen (Auswahl)
| - 1959: Peter Kraus (Zusammenstellung von Polydor-Singles) - 1962: Seine großen Erfolge - 1977: Starparade - 1978: Rock‘N’Pop Hits - 1979: Ten O’Clock Rock - 1979: Der Rocker (mit Die Rockies) - 1980: Connie Francis und Peter Kraus 1 (mit Connie Francis) - 1980: Connie Francis und Peter Kraus 2 (mit Connie Francis) - 1981: Wenn (mit Jörg Maria Berg als James Brothers) - 1986: Unvergessene Hits - 1986: Hallo! Peter Kraus - 1987: Peter Kraus - 1988: Teenager Evergreens - 1991: Das große deutsche Schlager-Archiv (mit Renate und Werner Leismann) - 1992: Alle Mädchen wollen küssen - 1992: Rock Peter, Rock - 1993: Alles Rock ‘n’ Roll - 1997: Schwarze Rose, Rosemarie - 1997: Rote Lippen soll man küssen - 1997: So kann’s nur einer - 1998: Connie Francis und Peter Kraus 1 (mit Connie Francis) - 1998: Der Champion heißt Rock ‘n’ Roll - 1999: Ich mach’ weiter - 1999: Sugarbaby - 1999: Petticoat Rock ‘n’ Roll - 1999: Va bene - 1999: 3 CD Box – Jubiläumsausgabe - 2000: Ted & Peter singen Elvis (mit Ted Herold) - 2000: Eigentlich ist alles Rock ‘n’ Roll | - 2000: Wunderbar wie du - 2001: Seine großen Hits - 2002: Wenn Teenager träumen - 2003: Portrait – Gold Serie - 2004: Sugar Baby - 2005: Nur das Allerbeste – Platinum Collection - 2006: Schlager & Stars - 2006: Die großen Erfolge - 2007: Star Edition - 2007: Seine schönsten Lieder - 2008: Ten o’Clock Rock - 2008: Große Erfolge - 2008: James Brothers – So wie damals Baby - 2008: Seine großen Hits - 2008: Kult Welle – 15 Lieder - 2009: Schlager Platin Edition - 2009: Im Jahre Tutti Frutti, Petticoat Sue und viele mehr - 2009: Wie ein Tiger - 2009: Sugar Baby - 2010: Schlager Juwelen – Seine großen Erfolge - 2010: Tutti Frutti - 2011: Die größten Stimmen unserer Zeit - 2011: Große Erfolge - 2011: Hits & Raritäten 1956-1960 - 2012: Seine grossen Hits - 2013: Glanzlichter - 2014: Dafür leb ich - 2014: So wie damals, Baby – 50 große Erfolge |

### Soundtracks
- 1988: Wenn die Conny mit dem Peter / Conny und Peter machen Musik (OST) (mit Conny Froboess)
- 1989: Herzlichst: Ihr Peter Kraus (Studio-Aufnahmen zur gleichnamigen TV-Show)

### EPs
- 1958: Rock mit Peter Kraus (mit Die Rockies)
- 1958: Die James Brothers (mit Jörg Maria Berg als James Brothers)
- 1958: Mach’ dich schön, Diana (mit Die Rockies)
- 1959: Peter Kraus
- 1959: Peter Kraus Vol.2
- 1959: Alle lieben Peter
- 1959: Teenager-Hitparade mit den James Brothers (mit Jörg Maria Berg als James Brothers)
- 1959: James Brothers (mit Jörg Maria Berg als James Brothers)
- 1959: Tiger
- 1962: Die aktuellen Volltreffer (mit Margot Eskens, Gus Backus & Ted Herold)

## Singles

### Als Leadmusiker

„Mit siebzehn“ Vinylplatte

„Va bene“ Vinylplatte

| Jahr | Titel Album                            | Höchstplatzierung, Gesamtwochen/‑monate, AuszeichnungChartsChartplatzierungen (Jahr, Titel, Album, Platzierungen, Wochen/Monate, Auszeichnungen, Anmerkungen) | Anmerkungen                                                                |
| Jahr | Titel Album                            | DE | Anmerkungen                                                                |
| ---- | -------------------------------------- | --- | -------------------------------------------------------------------------- |
| 1956 | Susi-Rock (Bluejean Bop) –             | DE9 (4 Mt.)DE | Erstveröffentlichung: Dezember 1956 mit den Rockies                        |
| 1957 | Liebelei –                             | DE21 (1 Mt.)DE | Erstveröffentlichung: 1957                                                 |
| 1958 | Wenn Teenager träumen –                | DE11 (7 Mt.)DE | Erstveröffentlichung: Januar 1958                                          |
| 1958 | Mach dich schön –                      | DE6 (5 Mt.)DE | Erstveröffentlichung: 15. Januar 1958 mit den Rockies                      |
| 1958 | So wie damals, Baby –                  | DE19 (1 Mt.)DE | Erstveröffentlichung: März 1958                                            |
| 1958 | Hula Baby –                            | DE2 (8 Mt.)DE | Charteinstieg: Juni 1958                                                   |
| 1958 | Mit Siebzehn –                         | DE6 (4 Mt.)DE | Erstveröffentlichung: Juli 1958                                            |
| 1958 | Wenn –                                 | DE6 (5 Mt.)DE | Erstveröffentlichung: Oktober 1958 mit Jörg Maria Berg als James Brothers  |
| 1958 | Sugar Baby –                           | DE2 (7 Mt.)DE | Erstveröffentlichung: November 1958 Verkäufe: + 600.000                    |
| 1958 | Teenager-Melodie –                     | DE15 (3 Mt.)DE | Erstveröffentlichung: November 1958 mit Micky Main                         |
| 1958 | Ich möcht’ mit dir träumen –           | DE8 (5 Mt.)DE | Erstveröffentlichung: November 1958 mit Micky Main                         |
| 1959 | Wenn du heut’ ausgehst –               | DE11 (3 Mt.)DE | Erstveröffentlichung: Januar 1959 mit Jörg Maria Berg als James Brothers   |
| 1959 | Die jungen Jahre –                     | DE10 (3 Mt.)DE | Erstveröffentlichung: Januar 1959 mit Jörg Maria Berg als James Brothers   |
| 1959 | Du paßt so gut zu mir –                | DE9 (2 Mt.)DE | Erstveröffentlichung: März 1959 mit Dany Mann                              |
| 1959 | Kitty Cat –                            | DE7 (5 Mt.)DE | Erstveröffentlichung: Mai 1959                                             |
| 1959 | Cowboy Billy –                         | DE6 (6 Mt.)DE | Erstveröffentlichung: Juli 1959 mit Jörg Maria Berg als James Brothers     |
| 1959 | Wunderbar wie du –                     | DE14 (4 Mt.)DE | Erstveröffentlichung: August 1959                                          |
| 1959 | Ich bin ja so allein (Lonely Boy) –    | DE12 (5 Mt.)DE | Erstveröffentlichung: Oktober 1959                                         |
| 1959 | Tiger –                                | DE8 (4 Mt.)DE | Erstveröffentlichung: Oktober 1959                                         |
| 1959 | Wie schön wärs jetzt zu Hause –        | DE54 (1 Mt.)DE | Erstveröffentlichung: Oktober 1959 mit Jörg Maria Berg als James Brothers  |
| 1959 | Genau wie du –                         | DE35 (1 Mt.)DE | Erstveröffentlichung: Dezember 1959 mit Jörg Maria Berg als James Brothers |
| 1960 | Susi sagt es Gaby –                    | DE21 (3 Mt.)DE | Erstveröffentlichung: Januar 1960                                          |
| 1960 | Alle Mädchen wollen küssen –           | DE15 (4 Mt.)DE | Erstveröffentlichung: April 1960                                           |
| 1960 | Jedes Mädchen auf Erden –              | DE19 (4 Mt.)DE | Erstveröffentlichung: Oktober 1960                                         |
| 1960 | Von Paris bis Hawaii –                 | DE27 (5 Mt.)DE | Erstveröffentlichung: Oktober 1960                                         |
| 1960 | Capri-Fischer –                        | DE33 (2 Mt.)DE | Erstveröffentlichung: Dezember 1960                                        |
| 1961 | Blue Melody –                          | DE7 (3 Mt.)DE | Erstveröffentlichung: Mai 1961                                             |
| 1961 | Morgen bist du alle Sorgen los –       | DE16 (2 Mt.)DE | Erstveröffentlichung: Mai 1961 mit Jörg Maria Berg als James Brothers      |
| 1961 | Schwarze Rose, Rosemarie –             | DE5 (6 Mt.)DE | Erstveröffentlichung: November 1961                                        |
| 1961 | Rosy, oh Rosy (beim Candlelight) –     | DE17 (2 Mt.)DE | Erstveröffentlichung: Oktober 1961 mit Jörg Maria Berg als James Brothers  |
| 1962 | Ein junges Herz –                      | DE16 (3 Mt.)DE | Erstveröffentlichung: Februar 1962                                         |
| 1962 | Silvermoon –                           | DE6 (4 Mt.)DE | Erstveröffentlichung: März 1962                                            |
| 1962 | Sweety –                               | DE2 (4 Mt.)DE | Erstveröffentlichung: Juli 1962                                            |
| 1962 | Western Rose (uns’re Reise fängt an) – | DE13 (4 Mt.)DE | Erstveröffentlichung: Oktober 1962                                         |
| 1963 | Desafinado (leicht verstimmt) –        | DE16 (4 Mt.)DE | Erstveröffentlichung: Januar 1963                                          |
| 1963 | Ein Souvenir –                         | DE13 (4 Mt.)DE | Erstveröffentlichung: Mai 1963                                             |
| 1963 | Pico pico bello –                      | DE34 (1 Mt.)DE | Erstveröffentlichung: August 1963                                          |
| 1963 | Schenk mir einen Talisman –            | DE31 (3 Mt.)DE | Erstveröffentlichung: Oktober 1963                                         |
| 1964 | Mädchen mit Herz –                     | DE29 (1 Mt.)DE | Erstveröffentlichung: Februar 1964                                         |
| 1964 | Kisses in the Night –                  | DE47 (1 Mt.)DE | Erstveröffentlichung: August 1964                                          |
| 1968 | Wer wird denn weinen –                 | DE35 (½ Mt.)DE | Erstveröffentlichung: Februar 1968                                         |

Weitere Singles (Auswahl)
| - 1957: Tutti Frutti - 1957: Teddybär - 1958: Diana - 1958: I Love You Baby - 1958: Wenn du heute ausgehst - 1959: Das ist prima (mit Jörg Maria Berg als James Brothers) - 1959: Come On and Swing - 1959: Nobody Else - 1959: Oh so wunderbar - 1959: Mission Bell - 1960: Rote Rosen (mit Jörg Maria Berg als James Brothers) - 1960: Blue River (mit Jörg Maria Berg als James Brothers) - 1960: Cowboy Jenny (mit Jörg Maria Berg als James Brothers) - 1960: Sie hat so wunderschöne Augen (mit Jörg Maria Berg als James Brothers) - 1961: Ich hab’ dich noch genauso lieb - 1961: Solo tu - 1961: Heute und immer my Love - 1961: Unter der roten Laterne von St. Pauli - 1961: Ich habe alles was ich brauche (mit Kessler-Zwillinge) - 1961: Ich hab’ mich so an dich gewöhnt (mit Jörg Maria Berg als James Brothers) - 1962: Das macht die Liebe (mit Lill-Babs) - 1962: Florentinische Nächte - 1962: Das haben die Mädchen gern (mit Gus Backus) - 1962: Komm wieder (mit Jörg Maria Berg als James Brothers) - 1963: Lorelei - 1963: Hätt’ ich einen Hammer (mit Gina Dobra) - 1964: Wer dich sieht Evelyn - 1965: Wenn es Nacht wird am Blue River - 1965: Heidi Hodi - 1966: Mit leeren Händen - 1968: Hero und Leander | - 1968: Ein Kerl wie ich - 1969: Wenn ein Mädchen weint, braucht es einen Freund - 1969: Der Schatz auf der Bank - 1970: Hokus Pokus Fidibus - 1970: Hello Sally - 1972: Schlafen, essen und dich küssen - 1973: Es kommt nicht auf das Alter an - 1974: Schöne Blumen bleiben nicht am Wege steh’n - 1974: Sie war eine Lady - 1975: My Russian Lady - 1975: Shame, Shame, Shame - 1975: Der Sommer kommt immer wieder - 1976: Schlaf noch eine Nacht darüber - 1976: Der Scheich von Chicago - 1977: Da fahr ich lieber einen LKW - 1978: I Never Leave You - 1979: Hi-Lili, Hi-Lo - 1981: Das alte Haus - 1981: Im Jahre Tutti Frutti - 1983: Wir Männer sind das Größte - 1986: Wop Baba Luba - 1986: James Bond - 1987: Rumsti Bumsti - 1989: Du weißt schon - 1989: Rock ‘n’ Roll Party - 1992: Rock Peter! Rock - 1995: Alle Mädchen wollen küssen - 1996: Amore amore - 2003: Jedesmal - 2014: Lila Wolken - 2015: Jede Menge Leben |

### Als Duettpartner
| Jahr | Titel Album             | Höchstplatzierung, Gesamtwochen/‑monate, AuszeichnungChartsChartplatzierungen (Jahr, Titel, Album, Platzierungen, Wochen/Monate, Auszeichnungen, Anmerkungen) | Anmerkungen                                                     |
| Jahr | Titel Album             | DE | Anmerkungen                                                     |
| ---- | ----------------------- | --- | --------------------------------------------------------------- |
| 1959 | Honey Moon –            | DE15 (4 Mt.)DE | Erstveröffentlichung: August 1959 Kessler-Zwillinge mit Peter   |
| 1960 | Mondschein und Liebe –  | DE17 (3 Mt.)DE | Erstveröffentlichung: April 1960 Kessler-Zwillinge mit Peter    |
| 1960 | Sag mir was du denkst – | DE21 (3 Mt.)DE | Erstveröffentlichung: Juli 1960 Conny mit Peter                 |
| 1960 | Va bene –               | DE6 (5 Mt.)DE | Erstveröffentlichung: Juli 1960 Conny mit Peter                 |
| 1960 | Hallo, Blondie –        | DE50 (1 Mt.)DE | Erstveröffentlichung: Dezember 1960 Kessler-Zwillinge mit Peter |

Weitere Aufnahmen als Duettpartner
- 1958: Teenager-Melodie (Conny mit Peter Kraus, unverkäufliche Single der Constantin-Film)
- 1958: Ich möcht’ mit Dir träumen (Conny mit Peter Kraus, unverkäufliche Single der Constantin-Film)
- 1959: Schreib mir eine Karte (Kessler-Zwillinge mit Peter Kraus)
- 1960: Ein Rendezvous mit dir (Kessler-Zwillinge mit Peter Kraus)
- 1960: Ich kann dir was erzählen (Kessler-Zwillinge mit Peter Kraus)
- 1960: Wundervoll (Kessler-Zwillinge mit Peter Kraus)
- 1961: Darlin’ meine Liebe (Connie Francis & Peter Kraus, Erstveröffentlichung 1980)
- 1961: Oh, I Like It (Connie Francis & Peter Kraus, Erstveröffentlichung 1980)
- 1961: Noch ein Jahr (Die Susi lebe hoch) (Kessler-Zwillinge mit Peter Kraus)
- 1961: Wenn das nicht so romantisch wär (Kessler-Zwillinge mit Peter Kraus)
- 1964: Mein Liebling ist mir treu (Lill mit Peter Kraus)
- 1964: Sonne, Pizza und Amore (Lill Babs mit Peter Kraus)
- 1992: Que sera (Connie Francis & Peter Kraus)
- 1992: So nah (Connie Francis & Peter Kraus)
- 2014: Wär’ heut’ mein letzter Tag (Helene Fischer mit Peter Kraus)

## Videoalben und Musikvideos

### Videoalben
- 2005: Liebling, ich muss auf Geschäftsreise (Spielfilm)
- 2006: Rock ‘n’ Roll Is Back
- 2007: Peter Kraus: Erinnerungen, Mein Leben
- 2008: Sein Leben, seine Werke, 8×1 in Noten
- 2010: Nimm dir Zeit
- 2012: Für immer in Jeans – Die grosse Peter Kraus Revue

### Musikvideos
| Jahr | Titel       |
| ---- | ----------- |
| 2014 | Lila Wolken |

## Boxsets
- 1987: Die Singles 1956–58
- 1988: Peter Kraus – Die Singles Box (Vinyl, limitierte Auflage mit Original Autogramm)
- 1989: Die Singles 1958–60
- 1990: Die Singles 1962–63
- 1996: Peter Kraus: Teenagerträume, Liebeleien und Sugarbabys – Die ersten zehn Jahre
- 2000: Die Singles 1960
- 2000: Die Singles 1960–61
- 2000: Die Singles 1961–62

## Statistik

### Chartauswertung
|                     | DE    | AT    |
| ------------------- | ----- | ----- |
| Nummer-eins-Alben   | DE—DE | AT—AT |
| Top-10-Alben        | DE—DE | AT—AT |
| Alben in den Charts | DE5DE | AT1AT |

|                       | DE     |
| --------------------- | ------ |
| Nummer-eins-Singles   | DE—DE  |
| Top-10-Singles        | DE17DE |
| Singles in den Charts | DE46DE |

### Auszeichnungen für Musikverkäufe
Anmerkung: Auszeichnungen in Ländern aus den Charttabellen bzw. Chartboxen sind in ebendiesen zu finden.
| Land/RegionAuszeichnungen für Musikverkäufe (Land/Region, Auszeichnungen, Verkäufe, Quellen) | Gold  | Platin | Verkäufe | Quellen           |
| -------------------------------------------------------------------------------------------- | ----- | ------ | -------- | ----------------- |
| Deutschland (BVMI)                                                                           | Gold1 | —      | 10.000   | musikindustrie.de |
| Insgesamt                                                                                    | Gold1 | —      |          |                   |